# Slag bij Haw's Shop
De Slag bij Haw's Shop vond plaats op 28 mei 1864 in Hanover County, Virginia als deel van de Overland-veldtocht tijdens de Amerikaanse Burgeroorlog. Deze slag is ook bekend als de Slag bij Enon Church.
Na de Slag bij North Anna brak Ulysses S. Grant de gevechten af en probeerde opnieuw via een grote flankeerbeweging langs Lees rechterflank te geraken. Grant gebruikte de Pamunkey om zijn bewegingen af te schermen van nieuwsgierige ogen. Toen Lee doorhad dat Grant opnieuw bewoog, verplaatste hij zijn leger in zuidelijke richting om stellingen in te nemen op de zuidelijke oever van Totopotomoy Creek. Lee stuurde een cavalerie-eenheid onder leiding van generaal-majoor Wade Hampton om inlichtingen in te zamelen over Grants bewegingen. Op 28 mei botste Hampton op de noordelijke cavalerie van brigadegeneraal David McM. Gregg.
De gevechten vonden voornamelijk te voet plaats waarbij beide partijen beschermd werden door aarden borstweringen. Geen van beide zijden behaalde de overhand. Gregg werd versterkt door twee brigades onder leiding van brigadegeneraal Alfred Thomas Torberts divisie. De brigade van brigadegeneraal George A. Custer voerden nog een laatste aanval uit net toen Hampton zijn manschappen wou terugtrekken.
De zeven uur durende slag was onbeslist. Het was het tweede grootschalig treffen tussen cavalerie tijdens de Overland-veldtocht. Toch eisten beide partijen de overwinning op. Generaal-majoor Philip Sheridan pochte ermee dat hij Hampton van het slagveld had verdreven. Hampton daarentegen had de noordelijke aanvallen telkens kunnen afslaan en had zelf belangrijke informatie bemachtigd over de opstelling van Grants leger.

## Achtergrond

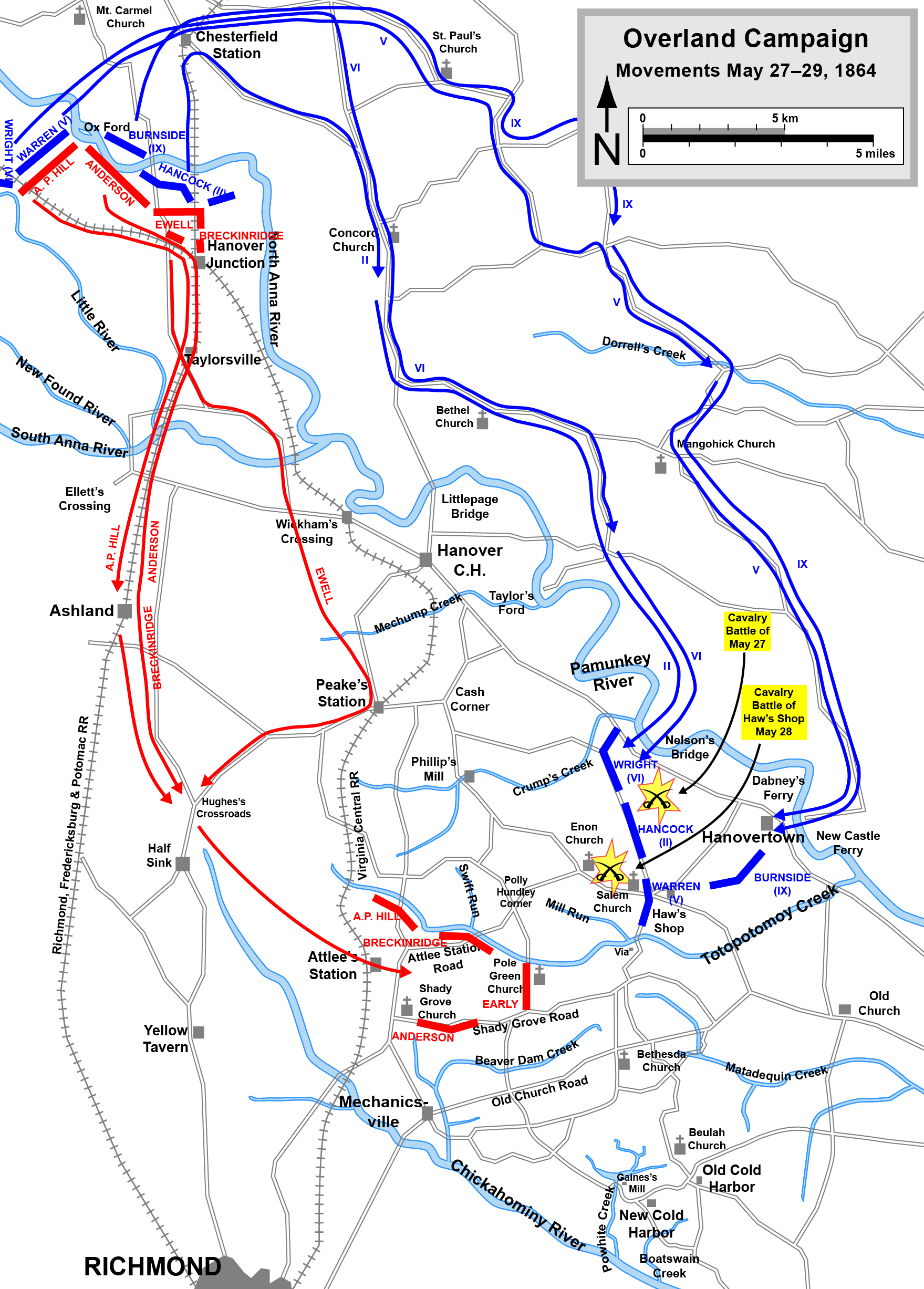
Bewegingen tijdens de Overland-veldtocht na de slag bij North Anna tussen 27 en 29 mei 1864

Na de Slag bij North Anna lagen Grant en Lee opnieuw tegenover elkaar in hun stellingen. Om uit de impasse te geraken, plande Grant opnieuw een grootste omtrekkende beweging langs de rechterflank van Lee. Dit had hij reeds gedaan na de Wildernis en Spotsylvania Court House. Zo hoopte Grant nog altijd om Lee in een open veldslag te vernietigen. Grant stuurde zijn leger in oostelijke richting over de Pamunkey. Indien hij in zuidelijke richting zou marcheren, diende hij de Little River, de New Found en de South Anna over te steken. Nu zou Lee deze moeten oversteken om bij Grant te geraken. Aan de oostelijke zijde van de Pamunkey waren zijn bewegingen afgeschermd van Zuidelijke nieuwsgierige ogen en kon hij gemakkelijk bevoorraad worden.
Voor hij zijn leger in beweging kon zetten, diende hij zich los te maken van Lees leger. Niet alleen lagen de stellingen dicht bij elkaar. Grant diende zijn leger opnieuw over de North Anna te krijgen wat zijn leger blootstelde aan een Zuidelijke aanval. Grant besloot tot het uitvoeren van enkele afleidingsmanoeuvres. Op 26 mei stuurde hij een cavaleriedivisie, aangevoerd door brigadegeneraal James H. Wilson, over de Little River om het westelijke uiteinde van de Zuidelijke stellingen af te tasten. Tegelijkertijd stuurde hij de cavaleriedivisies van de brigadegeneraal Alfred Thomas Torbert en David McM. Gregg naar de Little Page Bridge en Taylor's Ford op de Pamunkey waar Grant zijn leger wou overzetten. Lee, die nog steeds ziek was, werd zand in de ogen gestrooid. Lee ging ervan uit dat Grant voor het eerst tijdens de veldtocht in westelijke richting zou oprukken.
Tijdens de nacht van 26 op 27 mei trok de noordelijke infanterie zich in alle stilte terug en staken ze veilig de North Anna over. Het IX Corps van generaal-majoor Ambrose Burnside en het II Corps van generaal-majoor Winfield S. Hancock bleven in eerste instantie ter plaatse om de rivierovergangen te bewaken. Het V Corps van generaal-majoor Gouverneur K. Warren en het VI Corps van generaal-majoor Horatio G. Wright, voorafgegaan door de cavalerie van generaal-majoor Philip Sheridan marcheerden in de richting van de Hanovertown, zo’n 50 km verderop in zuidoostelijke richting.
Toen Lee besefte dat zijn tegenstander met de noorderzon verdwenen was, verplaatste ook hij snel zijn leger. Zijn drie korpsen, onder leiding van generaal-majoor Richard H. Anderson en de luitenants-generaal Richard S. Ewell en A.P. Hill, marcheerden in zuidelijke richting langs de Richmond, Fredericksburg en Potomac Railroad om dan naar Atlee's Station te marcheren gelegen langs de Virginia Central Railroad op ongeveer 12 km van Richmond. Daar aangekomen konden zijn soldaten nieuwe defensieve stellingen innemen achter de Totopotomoy Creek om eventuele aanvallen van Grant richting de spoorwegen of Richmond af te slaan. Lee stuurde eveneens een kleine brigade van North Carolina Cavalry naar de zuidelijke oever van de Pamunkey om de noordelijke opmars in de gaten te houden en indien mogelijk te bemoeilijken. Door zijn ziekte moest Lee in en rijtuig meereizen. Ook Ewell werd in een ambulance vervoerd. Zijn aandoening was ernstig genoeg zodat hij tijdelijk vervangen werd door generaal-majoor Jubal Early.
Op 27 mei bezette de noordelijke cavalerie een bruggenhoofd bij Dabneys Ford aan de zuidelijke zijde van de Pamunkey. De Michigan Brigade van brigadegeneraal George A. Custer verjoeg de Zuidelijke voorposten. Een genieregiment begon daarna aan de bouw van een pontonbrug. Custers soldaten vochten ten noorden van Salem Church tegen de Zuidelijke cavalerie van generaal-majoor Fitzhugh Lee. De Zuidelijken trokken zich terug door het noordelijke numerieke overwicht. De rest van Torberts divisie stak daarna de rivier over en werd al snel gevolgd door divisie van Gregg en een infanteriedivisie.
Lee wist dat zijn beste defensieve stellingen op een lage heuvelrug ten zuiden van de Totopotomoy Creek lag. Maar hij wist niet wat Grant van plan was. Indien het noordelijke leger de Pamunkey niet zou oversteken bij Hanovertown, dan kon hij geflankeerd worden en kon het vijandelijke leger rechtstreeks oprukken naar Richmond. Daarom gaf Lee het bevel aan de cavalerie van generaal-majoor Wade Hampton om te achterhalen wat de noorderlingen van plan waren.

### Samenstelling van de strijdkrachten
Wade Hampton was een van de twee kandidaten om de gesneuvelde generaal-majoor J.E.B. Stuart op te volgen als bevelhebber van het Cavalry Corps van het Army of Northern Virginia. Hij bracht een van zijn brigades met zich mee die onder leiding stond van brigadegeneraal Thomas L. Rosser. De andere kandidaat-opvolger, generaal-majoor Fitzhugh Lee begeleidde de brigade van Williams Carter Wickham. De rest van Hamptons strijdmacht bestond uit een brigade onder leiding van brigadegeneraal John R. Chambliss, elementen van kolonel John A. Bakers brigade (beide maakten deel uit van W.H.F. "Rooney" Lees divisie, een nieuwe brigade aangevoerd door brigadegeneraal Matthew C. Butler en verschillende secties van bereden artillerie.
De noordelijke cavalerie bestond uit de 2nd Division van brigadegeneraal David McM. Gregg die uit twee brigades bestond, namelijk die van brigadegeneraal Henry Eugene Davies en kolonel J. Irvin Gregg. In de loop van de slag kregen ze versterking van brigadegeneraal Alfred T.A. Torberts divisie onder de vorm van de brigades van brigadegeneraal George A. Custer en Wesley Merrit en een regiment van kolonel Thomas C. Devin.

## De slag

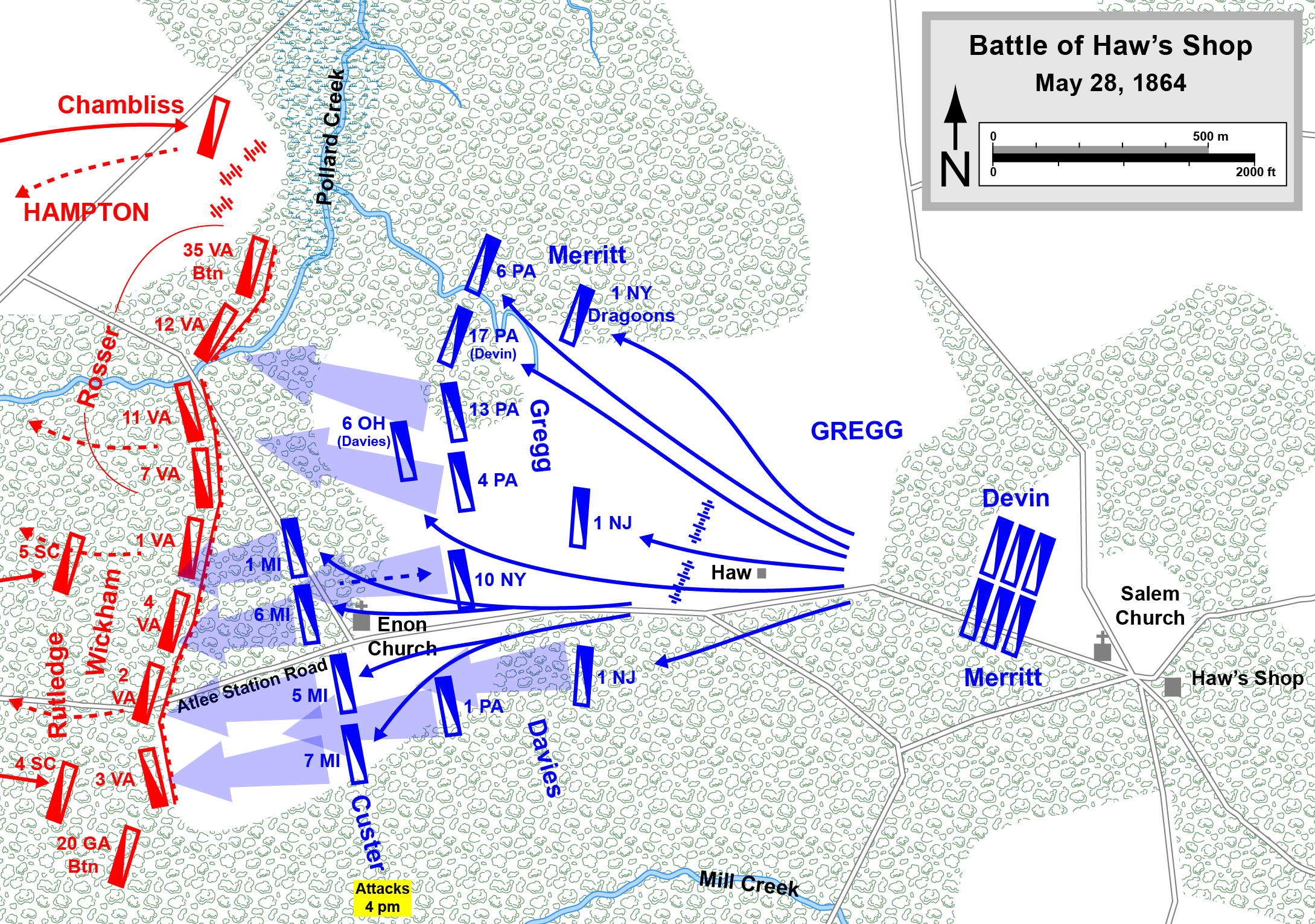
De slag bij Haw's Shop

Om 08.00u op 28 mei vertrok Hampton vanuit Atlee's Station. Terwijl Grants infanterie de pontonbrug over de Pamunkey overstak, verkende Gregg het gebied ten westen van Hanovertown. Ondertussen zetten Torberts soldaten voorposten uit langs Crump's Creek in de richting van Hanover Court House. 5 km ten westen van Hanovertown en 1,5 km voorbij een smid met de naam Haw's Shop botste Gregg met Hamptons soldaten bij Enon Church. De Zuidelijken waren volop bezig met het aanleggen van borstweringen in het nabijgelegen bos. De artillerie dekte de werkzaamheden. Davies stuurde voorposten van het 10th New York Cavalry naar voren. Deze werden al snel verjaagd door de voorhoede van Hampton. De Zuidelijken stelden zich op. De vier regimenten van Wickham namen stellingen in in de bossen achter Enon Church. Rossers soldaten en bereden artillerie stelden zich daar links van op. De Zuidelijken konden niet geflankeerd worden door de moerassige ondergrond in de omgeving. Hampton zag de noordelijke troepen die in de minderheid waren en riep:"We hebben de Yankees waar we ze willen hebben."
Voor Hampton de aanval opende, arriveerde Irvin Greggs brigade en stelde zich op rechts van Davies's soldaten. Twee batterijen van de noordelijke bereden cavalerie stelden zich op ten westen van het Haw house. Een Zuidelijke aanval van bereden en nadien afgestegen cavaleristen werd afgeslagen door de 1st Pennsylvania Cavalry. Al snel werden ze echter langs beide zijden geflankeerd. De linie werd gestabiliseerd door de 1st New Jersey. Een aanval van Davies werd afgeslagen door Hamptons soldaten.
Terwijl de aanvallen van Davies en Irvin Gregg geen vooruitgang boekten, vroeg David Gregg om versterkingen bij Sheridan. Hij stuurde twee brigades van Torberts divisie. Torberts reservebrigade stelde zich op aan Greggs rechterzijde waardoor de pas gearriveerde Zuidelijke brigade van Chambliss zijn flankeerbeweging diende te staken.
Torberts andere brigade onder leiding van brigadegeneraal George A. Custer arriveerde tegen 16.00u. Custers soldaten stegen af en stelden zich op in een lange, dubbele rij. Custer stuurde zijn soldaten de strijd in terwijl hij op zijn paard zijn manschappen aanvoerde. Deze aanval kreeg het eveneens zwaar te verduren. Ondertussen, aan de andere kant van het slagveld, hadden de Zuidelijken afgestegen noordelijke cavaleristen aanzien voor noordelijke infanterie. Dit werd zo doorgegeven aan Hampton. Omdat Hampton zijn positie moeilijk kon verdedigen tegen infanterieregimenten gaf hij het bevel om de aftocht te blazen.
De Zuidelijken brigades trokken zich stelselmatig terug. Toen Chambliss, Rosser en Wickham zich hadden teruggetrokken was het aan de beurt van Rutledge en het 20th Georgia Battalion. Op dit moment voerde Custer een charge uit waardoor veel Georgians het leven lieten of gevangen werden genomen. Davies ondersteunde de aanval waardoor de Zuidelijke linie in elkaar stortte en het een resulteerde in een algemene vlucht. Tegen het invallen van de avond was Hamptons cavalerie veilig ten westen van de Totopotomoy Creek geraakt.

## Gevolgen
De slag duurde meer dan zeven uur en was na de Slag bij Brandy Station in 1863 ook een van de bloedigste. Het was een atypische cavalerieslag omdat de meesten afgestegen vochten en beschermd werden door borstweringen.
De noorderlingen verloren 365 soldaten waaronder soldaat John Huff die generaal-majoor J.E.B. Stuart had getroffen tijdens de Slag bij Yellow Tavern. Er werden officieel geen Zuidelijke verliezen geregistreerd. Noordelijke verslagen vermelden dat er 187 soldaten werden begraven, dat er 40 tot 50 soldaten gewond van het slagveld werden gehaald en dat er 80 krijgsgevangen werden gemaakt.
Beide zijden eisten de overwinning op. Sheridan pochte dat hij Hamptons soldaten verjaagd had en demonstreerde hiermee naar eigen zeggen de superioriteit van de noordelijke cavalerie. Hij slaagde er echter niet in om Hamptons strijdmacht uit te schakelen.
Hamptons claim heeft meer geloofwaardigheid. Hij kon vermijden dat Sheridan de positie van de Zuidelijke hoofdmacht achterhaalde en vertraagde bovendien de noordelijke opmars met 7 uur. Lee kreeg wel de broodnodige informatie over de posities van Grants leger. Lee wist nu dat Grant de Pamunkey overstak. Voor Grants volgende stappen tastte Lee evenwel nog in het duister.

## Aanbevolen literatuur
- Furgurson, Ernest B. Not War but Murder: Cold Harbor 1864. New York: Alfred A. Knopf, 2000. ISBN 0-87945-517-9